# Amityville III: The Demon
Amityville 3-D en Estados Unidos y México (o Amityville III: The Demon en países europeos, conocida en España como Amityville III: El Pozo del Infierno) es una película de terror estadounidense-mexicana de 1983 dirigida por Richard Fleischer. Protagonizada por Tony Roberts, Tess Harper, Robert Joy, Lori Loughlin, Candy Clark y Meg Ryan, es la secuela de la película Amityville II: The Possession. Gordon McGill escribió una adaptación del guion en forma de novela.

## Argumento
John Baxter es un periodista que tras descubrir, con un grupo de colegas, la farsa de dos ancianos sobre sesiones de espiritismo, será el nuevo dueño de una casa sobre la que corre una oscura leyenda: la casa de Amityville. A partir de esos momentos, extraños sucesos y muertes tendrán lugar a su alrededor. 

## Reparto
- Tony Roberts: John Baxter
- Tess Harper: Nancy Baxter
- Robert Joy: Elliot West
- Candy Clark: Melanie
- John Beal: Harold Caswell
- Leora Dana: Emma Caswell
- John Harkins: Clifford Sanders
- Lori Loughlin: Susan Baxter
- Meg Ryan: Lisa

## Estreno
La película fue mostrada en 3-D solamente durante su estreno en cines. En el Reino Unido la película fue lanzada en DVD con el mismo efecto, sin embargo en Estados Unidos se lanzó en 2-D. 